# 芬尼根守靈：墜生夢始記
《芬尼根守靈：墜生夢始記》（英語：Finnegans Wake），是爱尔兰作家喬伊斯最后一部长篇小说，花费17年写成。書名來自民歌《芬尼根的守屍禮》，內容是有個搬運磚瓦的工人芬尼根從梯子上跌落，大家都以為他死了，守靈時灑在他身上的威士忌酒香卻刺激他甦醒過來。人們把他按倒，叫他安息吧，已經有人來接替他了。芬尼根的繼承人酒店老闆伊厄威克（Humphrey Chimpden Earwicker）的夢構成全書的主要內容，小說從傍晚開始，斷斷續續地表現伊厄威爾的夢境，喬伊斯企圖通過他的夢來概括人類全部歷史。這是一部融合神話、民謠與寫實情節的小說，喬伊斯在書中大玩語言、文字遊戲，常常使用不同國家語言，或將字辭解構重組。

## 賞析
在完成《尤利西斯》後，喬伊斯非常疲憊，有一年的時間他不寫散文。1923年3月10日，他寫了一封信給他的贊助人，哈麗雅韋弗：“自真正完成《尤利西斯》後，我一直未能再寫作，但昨天我終於寫了兩頁。我好不容易的把這些文字放大抄寫到原稿紙上，好讓我可以閱讀。（當時在歐洲地區的原稿紙為現今的F4紙，喬伊斯的眼睛有疾病因此他習慣把手稿放大來寫好讓方便閱讀及修改）”（"Yesterday I wrote two pages—the first I have since the final Yes of Ulysses. Having found a pen, with some difficulty I copied them out in a large handwriting on a double sheet of foolscap so that I could read them."）這是喬伊斯首次提及他這本小說。
《芬尼根的守灵夜》一書以riverrun開場——
|  | riverrun, past Eve and Adam's, from swerve of shore to bend of bay, brings us by a commodius vicus of recirculation back to Howth Castle and Environs. （长河沉寂地流向前去，流过夏娃和亚当的教堂，从弯弯的河岸流进，流经大弧形的海灣，沿著寬敞的大道，把我们带回霍斯堡和郊外） |

有趣的是，《芬尼根的守灵夜》的結尾居然結束在一個定冠詞the上：“A way a lone a last a loved a long the”，這個結尾與小說的開頭“river run , past Eve and Adam”連成了一句，構成了小說的循環，用以表示“生生不息”的輪迴。1921年7月10日喬伊斯致朋友Harriet Weaver信裏說《尤利西斯》末章「沒有開頭、中間或結尾」，成為《芬尼根的守灵夜》一書的先河。喬伊斯指出《尤利西斯》是「白天的書」，《芬尼根的守灵夜》則是「夜晚的書」，意思是更加的不明晰。他採用了一種世界語言史上絕無僅有的“夢語”（dream language），藉著通過語言創造出一個不同於現實的世界。
喬伊斯在《芬尼根的守灵夜》中，甚至創造了九個100和一個101字母長的單字。最有名的是Bababadalgharaghtakamminarronnkonnbronntonnerronntuonnthunntrovarrhounawnskawntoohoohoordenenthurnuk，喬伊斯用100个字母拼成“雷击”一词，模拟雷声不断，由十多種不同語文（含日語和印度斯坦語）中的「雷」字組成。每一種雷聲都有其時代背景。《芬尼根的守灵夜》還夾雜有1000首左右的歌曲，大多取自歌劇、流行歌曲、民歌。整本書就好像文字迷宮一般，喬伊斯在小說中大量創造新詞，達到視覺與聽覺的效果，例如用mushymushy、stuffstuff模擬做愛的聲音，用peek、peepette、trickle、triss模擬小便的聲音，這些文字常融合了法語、德語、意大利語、古希臘語、拉丁語等六十多國語言與方言，有時一個單字中，一半是法文，一半是德文。他還打亂拼字規則，重新安排詞序和句法，形成各式各樣的雙關語，第一章第三章在地球（global）這個單字中，在gl-與-obal之間插入了8行的評論（54頁—55頁），這是全世界任何權威字典都查不到的單字，這樣的單字量約有三萬字，至今破譯的字數還不到一半，即使是號稱破譯的單字，也未必就真窮究了喬伊斯當年的真實原意。書中有些文字甚至是錯字，原因是當年打字人員因看不懂字跡潦草，又不知所謂的原稿而發生的誤植，而喬伊斯在校稿時竟未予以更正。1933年擔任手稿打印工作的弗蘭絲拉菲爾夫人因無法辨試喬伊斯的筆跡，造成不少錯誤，其中一些錯誤被保留下來。
《芬尼根的守灵夜》另一特點是時常離題，故事中夾雜著不相關的故事，甚至穿插廣告，第64頁至66頁是最著名的離題，穿插了一個減肥廣告以及一件1927年的美國案件，當時的媒體稱為之「老爹與辣妹」，紐約法庭上，15歲的法蘭西絲·貝拉控告52歲的百萬富翁愛德華·韋斯特·白朗寧婚後性變態。最後丈夫愛德華勝訴。離題使得整部書的劇情趨於混亂，没有前后一致的完整情节。此書發表後，讚賞的人比《尤利西斯》更少，當時正值二戰方酣，少有人能花費大量時間閱讀此書。有评论认为，《芬尼根的守灵夜》令人难以卒读，甚至令人生厌，這是意识流小說的登峰之作，也是意识流走向衰落的标志。

## 評論
法國心理學家拉岡只看了15頁即行放棄，喬伊斯也親口說：“這本書至少可以使評論家忙上三百年。”喬伊斯專家廷德爾奉獻了近三十年的時間才完成《芬尼根還魂導讀》。美國作家懷爾德嗜讀《芬尼根的守灵夜》，但他警告年輕朋友千萬不要再去看，因為實在太浪費時間了。英國的評論家把《尤利西斯》和《芬尼根的守灵夜》解釋爲“作者企圖將它寫成世界的歷史，一本人人都參與其中的書；作者試圖建立一種現代的元語言，一種爲小說藝術而構造的世界語。”
“喬學”專家一般認為喬伊斯的著作充實量只是個人才華的演出，他以此始，又不得不以此終，這條路註定是行不通。1945年作家萧乾在苏黎世写道：“这裡躺着世界文学界一大叛徒。他使用自己的天才和学识向极峰探险，也可以说是浪费了一份禀赋去走死胡同（cul－de－sac）。究竟是哪一样，本世纪恐难下断语。”
1993年布克奖得主羅迪·道伊爾在紐約的一次喬伊斯紀念研討會上，猛烈攻擊喬伊斯：“我唯讀了三頁《芬尼根的守灵夜》，便生出浪費時間的惡感。”
1955年4月25日，《芬尼根的守灵夜》經米利·曼尼改編為《謝姆之聲》一劇，在美國坎布里奇的詩人劇場公演。物理學界的“夸克”（Quark）一詞即源自於《芬尼根的守灵夜》的長詩：“给马斯特·马克来三个夸克。
”（Three quarks for Muster Mark！）这个物理名词的拼法正是由夸克的提出者之一默里·盖尔曼在阅读《芬尼根的守灵夜》后确定的。

## 劇情
主角在夢中的名字叫Humphrey Chimpden Earwicker，简写为HCE，幾乎每頁都出現以這三個字母來隱射他。他的綽號Here Comes Everybody，意思是一位引人注目的「每一個人」（everybody）。Humphrey Chimpden Earwicker的妻子叫做翁安娜·麗維雅·普拉貝爾（Anna Livia Plurabelle），简写为ALP。事實上ALP與都柏林的主要河流利菲河同名（該河古稱為“安娜·利菲亞”），代表的就是一條河流。HCE和ALP也就是最早的亞當和夏娃的化身。Shem和Shaun是他們的雙胞胎兒子，這兩個兒子有許多不同的別稱如Jerry和Kevin。Issy和Iseult（Isolde）則是他們的女兒，成天照鏡子自我欣賞。HCE似乎跟自己的女兒有亂倫的關係。事實上整個家庭都有亂倫傾向，性放縱始終是本書的一個特點。全書分成四部，代表著維柯的神權、英雄、民主和更新四個分期，周而復始，永不休止，成為一部人類發展的完整過程。

### 第一部：父母之書
- 第一章，芬尼根從牆上跌落，一下子死亡，又一下子醒來。代表著人類的毀滅與復甦。
- 第二章，HCE替代芬尼根來到都柏林。他在鳳凰公園附近開酒館，和妻子ALP、雙胞胎兄弟Shem和Shaum（原型分別為喬伊斯和他弟弟Stanislaus）及女兒Issy住在店裏。外面謠傳他做過見不得人的事。
- 第三章，都柏林法庭向HCE展開審問。但眾說紛紜，有人說他偷窺二個少女小便，有人說他在公園排泄，有人說他跟老婆作愛，事情愈講愈不清楚。最後法庭沒有結論。
- 第四章，繼續敘述HCE的死亡與甦醒。此時劇情突然插進“四個老人”，也就是《聖經》中《四福音》的作者，Matthew, Mark, Luke, John。
- 第五章，ALP變成一只老母雞，半夜十二點在寫信，專寫HCE的事情。這封信可視為全書的最重要線索。
- 第六章，劇情回到教室。有十二個問題的問與答，但幾乎都是「文不對題」。這些問題有引用《伊索寓言》的故事，如「狐狸與葡萄」，但結果不是狐狸在酸葡萄，而是狐狸與葡萄持續僵持者。
- 第七章，故事轉向HCE與ALP的兒子，山姆，並形容他有“一個扁斧頭骨、一個8字型的雲雀眼睛、一個全套的鼻子、衣袖上一只麻木胳膊、無冕之下42根頭髮、18根垂到他的嘴唇、巨大下巴下的三條鯨鬚、肩膀比右邊高、全部耳朵、有人造舌頭...”（169頁）。山姆染有毒癮，很有可能是喬伊斯本人的化身。
- 第八章，黃昏時，兩個洗衣婦在黎菲河畔洗著ALP的衣服，一邊洗，一邊喋喋不休地討論著HCE夫婦，重點是放在ALP身上。這是全書最精采的部份，頗富詩意，喬伊斯對本章也極為滿意。

### 第二部：子輩之書
- 第一章，三個兄妹在玩魔鬼與天使的遊戲，山姆玩輸了，只好變成魔鬼，但妹妹卻鍾情於他。
- 第二章，夜幕低垂，兄妹三人被叫回家寫功課，妹妹伊茜在沙發上編毛線，時而三人自言自語，時而兄弟二人嘀嘀咕咕。山姆教肖恩畫幾何圖形，畫一個倒三角形，結果山姆畫了一張母親的子宮。被激怒的肖恩跟山姆大打出手，山姆被壓倒在地。功課寫完後，兄弟兩人寫卡片祝賀父母聖誕節快樂，實際內容卻是叫父母早點死。
- 第三章，HCE向12位客人說明那個傳聞中的罪行，有酒客的喊叫聲，有收音機的播音，這個期間插入多種文體，有廣告、天氣預報、戲劇、電視、歌曲、通告……等。該章節異常混亂，無法確認敘述者的身份，也有可能是印刷錯誤。
- 第四章，HCE在店裏作生意，打烊後他喝客人剩下的酒，後來酩酊大醉，倒在地上。女僕發現他一絲不掛。這個過程中又插入4則廣告與5段詩歌。

### 第三部：人民之書（半夜裡的對話）
- 第一章，第一次對話。都柏林市民與肖恩在討論螞蟻（勤勉者）跟蚱蜢（逸樂者）的事，這是一則寓言故事。又講到母雞刨出的信。
- 第二章，第二次對話。肖恩像基督徒一樣告誡伊茜和28個女孩，伊茜則透露她對山姆的愛。
- 第三章，第三次對話。肖恩對四名老人講述自己父親的罪惡，山姆的卑劣，以及他對伊茜的愛。
- 第四章，HCE夢裏仍滿懷罪惡，天亮前夫婦聽到孩子的哭聲，起身安撫小孩。回到床上，夫妻兩人試著做愛，性愛過程中被打斷，夫人安慰他：“"You were dreamend, dear. The pawdrag? The fawthrig? Shoe! Hear are no phanthares in the room at all, avikkeen. No bad bold faathern, dear one."”，兩人只好重新入睡。

### 第四部：復歸
- 這一章寫太陽出來了，酒店的門開啟，但HCE依然沉睡，一個聲音呼喚他醒來。最後ALP的聲音響起，這可能是一段囈語。ALP一邊做家事，一邊叫HCE起床。最後一段寫著：道路 孤獨 最後 愛 漫長 這（the），the這個定冠詞跟第一書第一章的riverrun一詞連接，代表生生不息。

## 譯本
《芬尼根的守灵夜》因其行文晦涩难懂，公认是难以翻译，甚至无法翻译的作品。该书的法语版自1938年开始翻译，1982年才出了全译本，前後費時四十餘年；日本曾有铃木幸夫和大泽正佳分别译出该书部分章节，但全书一直到1991年才由柳瀬尚紀翻譯完成。萧乾和文洁若合译的《尤利西斯》出版后，文洁若曾想一鼓作气把《芬尼根的守灵夜》也翻译出来，但因为太难译，只尝试了一页就放弃了。中國大陸翻譯家戴從容自2006年著手翻譯，歷時六年完成《芬尼根的守灵夜》第一卷的翻譯，并于2025年完成三卷全译注释本的翻译，全书注释41856条，成书的注释体量远超原文。臺灣翻譯家梁孫傑則歷時十餘年，於2024年完成《芬尼根守靈》全部四部的翻譯，為全球首部漢語全譯本。

### 英文
- D. Accardi. The Existential Quandary in Finnegans Wake（Loudonville, Siena College Press, 2006）
- Samuel Beckett; William Carlos Williams; et al. Our Exagmination Round His Factification For Incamination Of Work In Progress（Shakespeare and Company, 1929）
- Bishop, John.  Joyce's Book of the Dark: Finnegans Wake.  (University of Wisconsin Press, 1986)
- Burgess, Anthony（ed.）A Shorter 'Finnegans Wake'（1969）
- —, Here Comes Everybody: An Introduction to James Joyce for the Ordinary Reader (1965); also published as Re Joyce.
- —, Joysprick: An Introduction to the Language of James Joyce（1973）
- Joseph Campbell and Henry Morton Robinson. A Skeleton Key to Finnegans Wake（1944）
- Ellmann, Richard. James Joyce. Oxford University Press, 1959, revised edition 1983. ISBN 0-19-503381-7.
- Hart, Clive. Structure and Motif in Finnegans Wake. (Northwestern University Press, 1962)
- McHugh, Roland. Annotations to Finnegans Wake. (Johns Hopkins University Press, 1991)
- —, The Sigla of Finnegans Wake. (University of Texas Press, 1976)
- —, The Finnegans Wake Experience. (University of California Press, 1981)
- Eric Rosenbloom. A Word in Your Ear: How & Why to Read James Joyce's Finnegans Wake. (Booksurge Publishing, 2005). Note: The PDF is the 1st edition of this excellent introduction; the entirely reset 2nd edition is available in print from Amazon.
- William York Tindall. A Reader's Guide to Finnegans Wake. (Syracuse University Press, 1996 (first published 1969))
- Robert Anton Wilson. Coincidance. (New Falcon Publications; Rev edition (February 1991)). Contains essay on Finnegans Wake.

### 中文
- 《自由之书：〈芬尼根的守灵〉解读》，戴從容。
- 論〈芬尼根守靈記〉，收錄於《喬哀斯：二十年來的評論》（James Joyce: Two Decades of Criticism）

## 外部連結
- Finnegans Wake Extensible Elucidation Treasury (FWEET) （页面存档备份，存于）
- Etext of Finnegans Wake
- Annotated version of Finnegans Wake （页面存档备份，存于）
- Online shorter Finnegans Wake
- Online really short Finnegans Wake （页面存档备份，存于）
- Editions of Finnegans Wake （页面存档备份，存于）
- The James Joyce Scholars' Collection[] includes etexts of several works of Wakean scholarship.
- Finnegans Wiki （页面存档备份，存于）, an ambitious project to Wiki the Wake
- "Icon O Graphing Finnegans Wake" is a visual fable based on James Joyce’s novel "Finnegans Wake" by Toronto artist Boris Dimitrov.
- Terence McKenna lecture 'Surfing Finnegan's Wake'
- "Genesis, Geniuses, and Guinesses," The Common Review, Fall 2005, pg. 58: a pop-culture gloss for effective reading, with headings based on Nirvana's "Smells Like Teen Spirit"